# Paleothyris
Paleothyris ist eine ausgestorbene Gattung früher Amnioten. Sie ähnelte äußerlich einer Eidechse und lebte im späten Karbon von Nova Scotia.

## Etymologie und Geschichte
Der Gattungsname setzt sich zusammen aus dem altgriechischen Wort παλαιός (palaios, ‚alt‘) und dem latinisierten Wort thyris (von altgriech. θυρίς, ‚Fenster‘), Namensbestandteil anderer „primitiver“ Amnioten, wie Melanothyris oder Protorothyris. Benannt und beschrieben wurde Paleothyris und dessen einzige Art P. acadiana (das Art-Epitheton leitet sich von Akadien, der alten Bezeichnung für die Seeprovinzen Kanadas, ab) 1969 vom bedeutenden kanadischen Paläontologen Robert Lynn Carroll. Die Grabungen, bei denen das Material aufgesammelt wurde, auf das sich die Erstbeschreibung von P. acadiana stützt, sind aber bereits 1956 unter der Leitung des nicht minder berühmten Alfred Romer durchgeführt worden.

## Merkmale
Paleothyris war ein eher kleines Tier mit einer Rumpflänge von etwa 10 cm und einer Schädellänge von 2 bis 3 cm. Die Gesamtlänge betrug vermutlich 15–20 cm. Die Augenhöhlen sind relativ groß. Der Schädel zeigt Merkmale, die allgemein als „primitiv“ für Amnioten gelten, unter anderem das Fehlen eines Schläfenfensters in der hinteren Schädelseitenwand (anapsider Zustand) und eines otischen Schlitzes am hinteren Rand der Schädelseitenwand. Ebenfalls als ursprünglich gelten die Anwesenheit von Knochenelementen am hinteren Rand des dorsalen (oberen) Schädeldaches (Tabulare, Postparietale, Supratemporale), ein lang gestrecktes Lacrimale, das vom Vorderrand der Augenhöhle bis zum Hinterrand der äußeren Nasenöffnung reicht, ein „Chagrin“ aus Dentikeln auf den Knochen des Gaumendaches und auf dem Parasphenoid (einem Hirnschädelbasisknochen) und ein horizontal in das Subtemporalfenster hineinragender Transversalfortsatz des Pterygoids. Der Stapes (Columella) war relativ massig und diente sehr wahrscheinlich nicht der Wahrnehmung hochfrequenter Töne. Die Kieferknochen tragen jeweils über 20 kleine spitze Zähne. Auffällig ist ein Paar caniniformer (fangzahnartig vergrößerter) Zähne im vorderen Viertel des Maxillare.
Die Gesamtanzahl der Rumpf- und Halswirbel (Präsakralwirbel) bei Paleothyris wird anhand des überlieferten Materials auf 32 geschätzt. Schwanzwirbel sind jeweils nur wenige erhalten. Ihre Anzahl betrug vermutlich 50 bis 70. Der Bau der Wirbel entspricht dem früher Amnioten mit einem überwiegend vom Pleurozentrum aufgebauten Wirbelkörper und einem fest daran ansitzenden Neuralbogen mit niedrigem Dornfortsatz. Anders als bei Captorhiniden sind die Neuralbögen nicht verdickt (geschwollen). Die ersten beiden Halswirbel bilden einen für Amnioten typischen Atlas-Axis-Komplex. Die Aufhängung des Beckengürtels an der Wirbelsäule erfolgte über zwei Sakralwirbel.
Die Fußwurzel (Tarsus) bei Paleothyris zeigt die allgemein für Amnioten typische, kompaktere Konfiguration mit Astragalus und Calcaneus, die klar für eine Anpassung an ein rein terrestrisches Leben spricht. Die Phalangenformel des Vorderfußes (Manus) ist 2-3-4-5-3, die des Hinterfußes (Pes) ist 2-3-4-5-4. Die Zehen sind so lang, dass der gesamte Manus mehr als doppelt so lang ist wie der Unterschenkel des Vorderbeins. Der Pes ist sogar langer als das gesamte Hinterbein. Das Becken von Paleothyris zeigt die für basale Amnioten typisch triradiate (dreistrahlige) Form, mit einem relativ kurzen, nach vorn weisenden Pubis, einem nach hinten weisenden Ilium und einem nach hinten-oben weisenden Ischium.

## Lebensweise
Paleothyris lebte in den tropischen Steinkohle-Sumpfwäldern des heutigen Nordamerikas und bewegte sich dort auf trockenem Gelände zwischen den Bäumen. Sein Gebiss mit den vielen kleinen spitzen Zähnen zeigte, dass er wahrscheinlich räuberisch lebte. Angesichts seiner eher geringen Größe ernährte er sich vermutlich vorwiegend von Insekten oder anderen kleinen Arthropoden.

## Fundstelle
Paleothyris ist bislang nur aus einer einzigen Fundstelle, einem Tagebau bei Florence im Sydney-Steinkohlerevier auf Cape Breton Island (Nova Scotia, Kanada) bekannt. Die Funde entstammen den Schichten im Bereich des sogenannten Lloyd-Cove-Kohleflözes der Morien-Gruppe. Das Lloyd-Cove-Flöz wird mittlerweile komplett ins untere Westfal D (Des-Moines-Stufe Nordamerikas, Moskov-Stufe der internationalen Zeitskala) gestellt und ist damit rund 308 Millionen Jahre alt. Die Gegend war damals von Wäldern und Sumpfgebieten geprägt und das Klima war feucht-warm. Die Überreste von Paleothyris sind in hohlen versteinerten Stämmen von Bärlapp-Bäumen der Gattung Sigillaria erhalten. In der gleichen Fundstelle wurden auch die Reste von Archaeothyris, dem ältesten sicher bekannten Synapsiden und möglichem Fressfeind von Paleothyris, gefunden.

## Systematik
Paleothyris galt nach seiner Entdeckung lange Zeit als Paradebeispiel für einen „Stammamnioten“ und wurde in der klassischen Systematik den Anapsida, und innerhalb der Anapsiden der vermeintlich „primitivsten“ Gruppe, den Captorhinomorpha, zugeordnet. Innerhalb der Captorhinomorpha wiederum wurde Paleothyris zusammen mit morphologisch sehr ähnlichen Vertretern in die Familie Protorothyrididae (oder Romeriidae) gestellt.
Seit Mitte der 1990er Jahre, mit zunehmender Bedeutung der Kladistik für die paläobiologische  Systematik, etablierte sich die Ansicht, dass Paleothyris zwar ursprünglich ist, aber weniger ursprünglich als vormals angenommen. Die kladistischen Analysen ergaben, dass die Gattung bereits nach der Aufspaltung der Amnioten in verschiedene Hauptlinien lebte. Demnach ist Paleothyris ein basaler Vertreter der sogenannten Eureptilia, einer Linie, der auch die Diapsiden und damit alle rezenten Reptiliengruppen sowie die Vögel angehören. Die Captorhiniden besitzen innerhalb der Eureptilien eine noch basalere Stellung als Paleothyris. Die Klade aus Paleothyris und den Diapsiden, die die Schwestergruppe der Captorhiniden bildet, wird als Romeriida bezeichnet.
Dass im Oberkarbon bereits Vertreter „höherer“ Linien der Sauropsiden lebten legt nahe, dass die Trennung der Sauropsiden- und Synapsiden-Linien schon im frühesten Oberkarbon erfolgt sein könnte und der Ursprung der Amnioten damit möglicherweise bis ins Unterkarbon zurückreicht.